# Đắk Mâm
Đắk Mâm là thị trấn huyện lỵ của huyện Krông Nô, tỉnh Đắk Nông, Việt Nam.

## Địa lý
Thị trấn Đắk Mâm nằm ở trung tâm huyện Krông Nô, có vị trí địa lý:
- Phía đông và phía nam giáp xã Đắk Drô
- Phía tây giáp các xã Tân Thành và Nam Xuân
- Phía bắc giáp xã Nam Đà.

Thị trấn có diện tích 18,16 km², dân số năm 2020 là 7.525 người, mật độ dân số đạt 414 người/km².

## Hành chính
Thị trấn Đắk Mâm được chia thành 4 tổ dân phố: 1, 2, 3, 4; 2 thôn: Đắk Hà, Đắk Vượng và 3 bon: Bróih, Đru, Yôk Rlinh.

## Lịch sử
Trước đây, Đắk Mâm là một xã thuộc huyện Krông Nô, được thành lập vào tháng 10 năm 1993 trên cơ sở 1.000 ha diện tích tự nhiên và 2.750 người của xã Đắk Rồ, 2.250 ha diện tích tự nhiên và 1.435 người của xã Nam Đà.
Sau khi thành lập, xã Đắk Mâm có 3.250 ha diện tích tự nhiên và 4.185 người.
Ngày 27 tháng 7 năm 1999, Chính phủ ban hành Nghị định 61/1999/NĐ-CP. Theo đó, thành lập thị trấn Đắk Mâm, thị trấn huyện lỵ huyện Krông Nô trên cơ sở toàn bộ 2.582 ha diện tích tự nhiên và 4.120 người của xã Đắk Mâm.
Ngày 30 tháng 9 năm 2019, Hội đồng Nhân dân tỉnh Đắk Nông ban hành Nghị quyết 24/NQ-HĐND về việc:
- Sáp nhập TDP 2 và một phần TDP 3 vào một phần TDP 1
- Sáp nhập phần còn lại của hai TDP 1, 3 và một phần TDP 4 thành TDP 2
- Sáp nhập hai TDP 5, 6 và phần còn lại TDP 4 thành TDP 3
- Đổi tên TDP 7 thành TDP 4.

Ngày 12 tháng 1 năm 2021, Ủy ban Thường vụ Quốc hội ban hành Nghị quyết 1190/NQ-UBTVQH14 về việc điều chỉnh địa giới đơn vị hành chính cấp huyện, xã thuộc tỉnh Đắk Nông (nghị quyết có hiệu lực từ ngày 1 tháng 2 năm 2021). Theo đó:
- Điều chỉnh 4,64 km² diện tích tự nhiên và 425 người của thôn Đắk Hưng thuộc thị trấn Đắk Mâm về xã Nam Xuân quản lý
- Điều chỉnh 2,60 km² diện tích tự nhiên và 270 người của thôn Đắk Tân thuộc thị trấn Đắk Mâm về xã Tân Thành quản lý.

Sau khi điều chỉnh địa giới hành chính, thị trấn Đắk Mâm còn lại 18,16 km² diện tích tự nhiên và 7.525 người.